# 福岡県道511号吉井恵蘇宿線
福岡県道511号吉井恵蘇宿線（ふくおかけんどう511ごう よしいえそのしゅくせん）は、福岡県うきは市から朝倉市に至る一般県道である。

## 概要
うきは市吉井町から朝倉市山田に至る。
本道路は筑後吉井の市街地から筑後川を渡るまでの短い路線である。県道511号はまず、筑後吉井の中心部にある札の辻交差点で国道210号から分岐してまっすぐ北へ向かう。右手に青果卸売市場が見える頃には周辺はすっかり田園地帯に代わる。その後吉井町橘田にある国土交通省の吉井出張所付近で吉井久留米自動車線と合流し、筑後川沿いに走ると筑後川にかかる恵蘇宿橋に到達する。
そして吉井町八和田にある恵蘇宿橋を渡るとすぐ佐賀県道・福岡県道14号鳥栖朝倉線と合流し、突き当たりの朝倉市山田の恵蘇宿交差点で国道386号に合流する。

### 路線データ
- 起点：福岡県うきは市吉井町（札ノ辻交差点、国道210号交点）
- 終点：福岡県朝倉市山田（恵蘇宿交差点、国道386号交点、佐賀県道・福岡県道14号鳥栖朝倉線終点、福岡県道588号甘木吉井線上）

## 路線状況

### 重複区間
- 福岡県道588号甘木吉井線（うきは市吉井町八和田 - 朝倉市山田・恵蘇宿交差点（終点））
- 佐賀県道・福岡県道14号鳥栖朝倉線（朝倉市山田 地内）

### 道路施設

#### 橋梁
- 恵蘇宿橋（うきは市 - 朝倉市）

筑後川に架かる橋で、全長は284.3 m。建造は1955年（昭和30年）4月。
- 隠家森橋（堀川用水、朝倉市、佐賀県道・福岡県道14号鳥栖朝倉線重複区間内）

## 地理

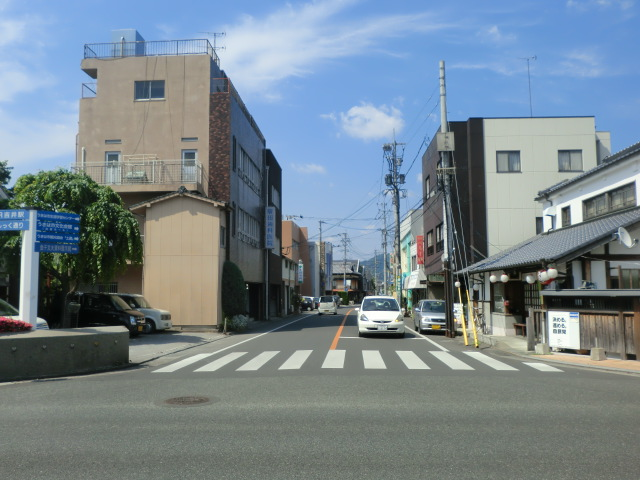
札の辻交差点（起点）

### 通過する自治体
- うきは市
- 朝倉市

### 交差する道路
| 交差する道路 | 市町村名 | 交差する場所 | 交差する場所        |
| --- | -------- | ------------ | ------------------- |
| 国道210号 | うきは市 | 吉井町       | 札ノ辻交差点 / 起点 |
| 国道210号 / 浮羽バイパス | うきは市 | 吉井町新治   | 市役所東交差点      |
| 福岡県道81号久留米浮羽線 | うきは市 | 吉井町橘田   |                     |
| 福岡県道588号甘木吉井線 重複区間起点                                                                                                | うきは市 | 吉井町八和田 |                     |
| 福岡県道806号吉井久留米自転車道線                                                                                                   | うきは市 | 吉井町八和田 |                     |
| 福岡県道586号長栖高橋線 | うきは市 | 吉井町八和田 |                     |
| 佐賀県道・福岡県道14号鳥栖朝倉線 重複区間起点                                                                                       | 朝倉市   | 山田         |                     |
| 国道386号 佐賀県道・福岡県道14号鳥栖朝倉線 重複区間終点 福岡県道・大分県道112号福岡日田線 重複 福岡県道588号甘木吉井線 重複区間終点 | 朝倉市   | 山田         | 恵蘇宿交差点 / 終点 |

### 沿線
- うきは市役所
- 筑後川